# Nova Olinda do Norte
Nova Olinda do Norte es un municipio de Brasil en el estado de Amazonas, con una población de 34 498 habitantes. Está situada a 154 km de Manaus. Posee un área de 5.608 km². 
- Datos: Q1772535
- Multimedia: Nova Olinda do Norte / Q1772535